# Pedro Mosquera
Pedro Mosquera Parada (* 21. April 1988 in A Coruña) ist ein spanischer Fußballspieler. Seine bevorzugte Position ist das zentrale Mittelfeld. Seit 2022 trägt er das Trikot der AD Alcorcón.

## Karriere

### Verein
Pedro Mosquera begann seine Jugendlaufbahn in seiner galicischen Heimat bei Galicia Gaitera FC. Mit 13 Jahren wechselte er zu Real Madrid, wo er am 5. November 2006 in einem Spiel gegen Real Valladolid für die Zweitmannschaft Real Madrid Castilla debütierte, die zu jenem Zeitpunkt in der Segunda División spielte.
Nachdem er vier Jahre ausschließlich in der Zweitmannschaft Real Madrid Castilla verbracht hatte, debütierte er in der Saison 2009/10 am 25. März 2010 in der Partie gegen den FC Getafe für Real Madrid. Mosquera wurde dabei in der 89. Minute für Xabi Alonso eingewechselt.
Im Sommer 2010 wechselte Mosquera zum FC Getafe, wo er einen bis 2014 laufenden Vertrag unterschrieb. Real Madrid behielt eine Rückkaufoption. Nachdem er jedoch in der Spielzeit 2011/12 beim FC Getafe nicht mehr berücksichtigt worden war, verpflichtete Real Madrid Castilla ihn bis Saisonende auf Leihbasis. Hier sicherte sich Mosquera auf Anhieb einen Platz in der Startformation und erreichte mit seiner Mannschaft den Aufstieg in die Segunda División. Auch die Saison 2012/13 bestritt er für die Zweitmannschaft der „Königlichen“.
Im Sommer 2014 wechselte Mosquera zum FC Elche, wo er einen Dreijahresvertrag unterzeichnete. Sein erstes Ligator erzielte er am 14. September beim 2:3-Auswärtssieg über Rayo Vallecano.
Am 27. Juli 2015 löste er seinen Vertrag bei Elche auf und unterschrieb Stunden später bei Deportivo La Coruña einen Vierjahresvertrag. 2019 schloss er sich der SD Huesca an.

### Nationalmannschaft
Pedro Mosquera absolvierte zwischen 2004 und 2005 vier Länderspiele für die spanische U-17 Nationalmannschaft, danach war er 2006 und 2007 für die U-19 Auswahl aktiv. Der Mittelfeldakteur absolvierte insgesamt sechs Länderspiele für die U-19 Spaniens und blieb dabei ohne Torerfolg.